# Hallbergs Guldsmeds AB

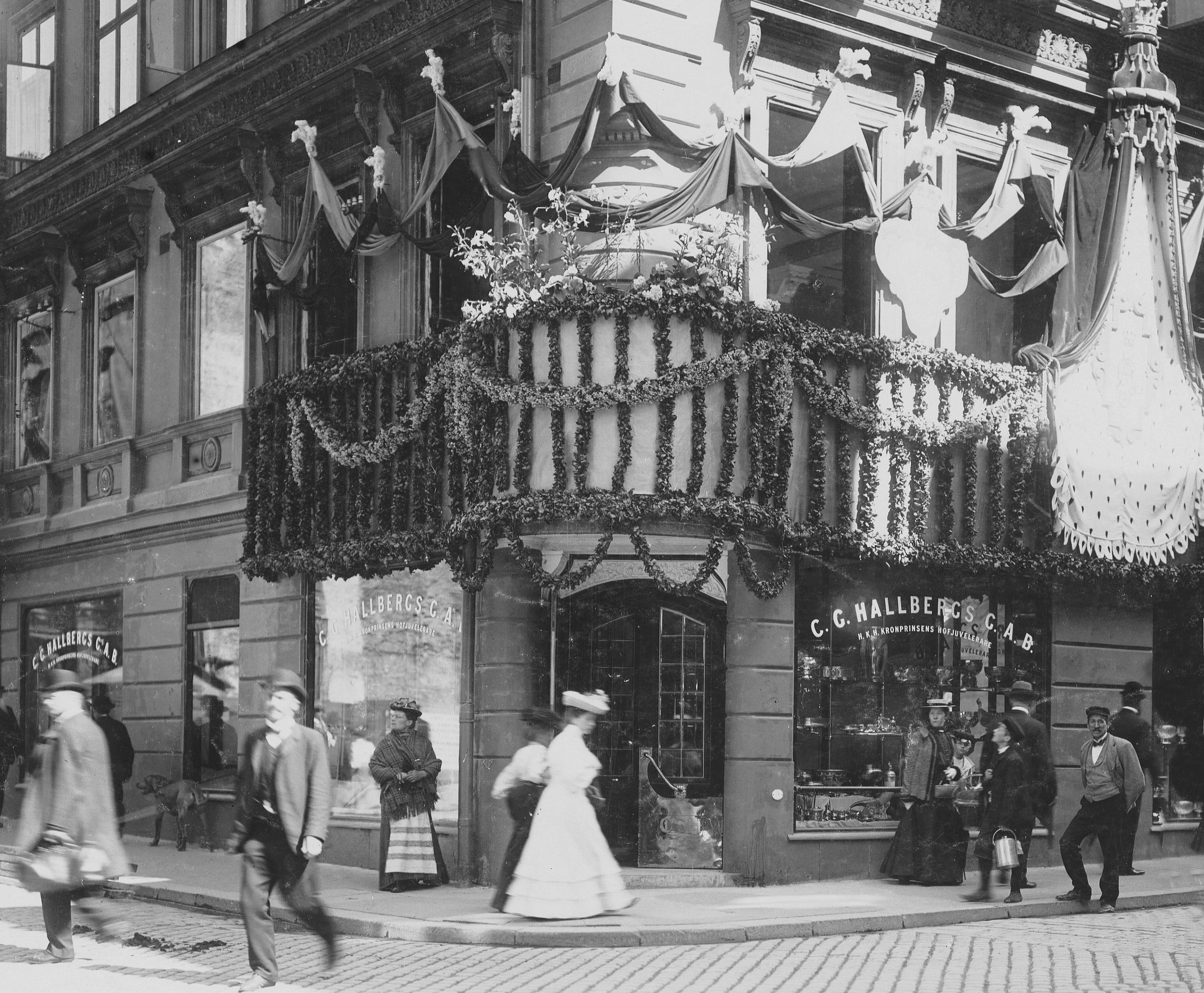
Hallbergs affär vid Fredsgatan 6 / Drottninggatan 6 i juli 1905.

C.G. Hallbergs Guldsmeds AB (kort Hallbergs Guld) är ett företag inom smycke och guld, som bildades 1860 i Stockholm. 

## Historik

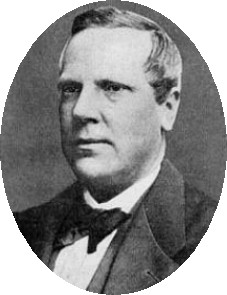
C.G. Hallberg.

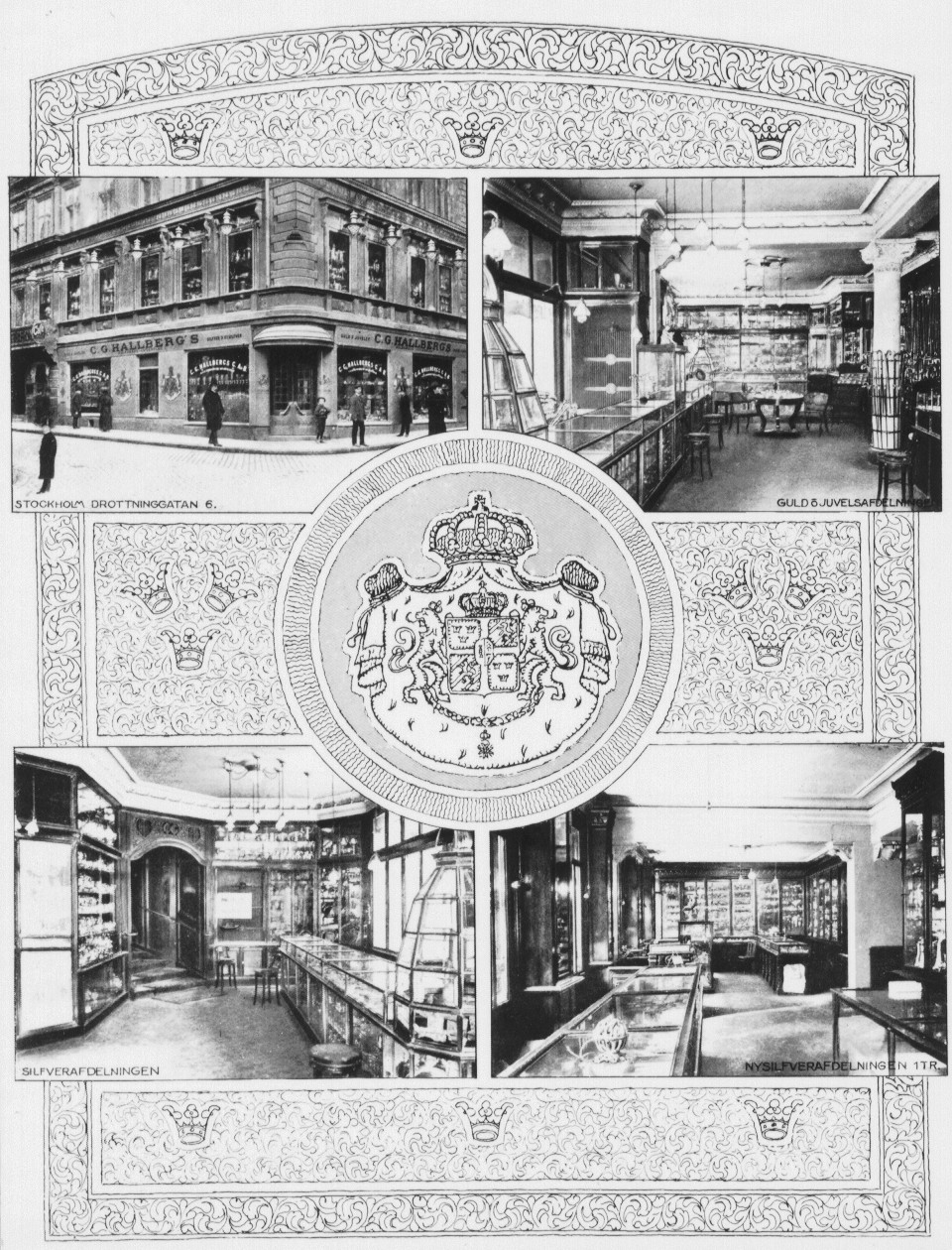
Reklamblad från 1905.

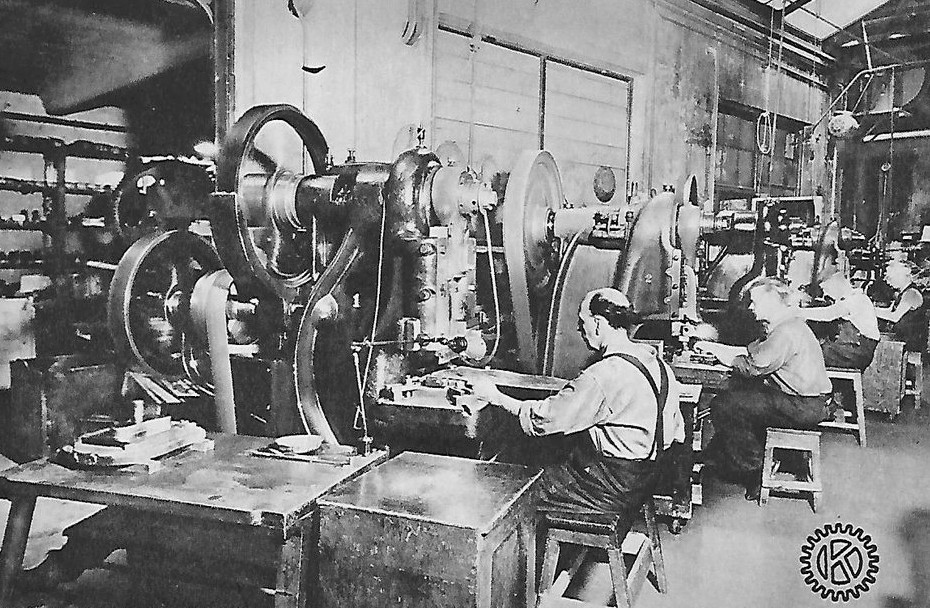
Hallbergs fabrik på Kungsholmen 1945.

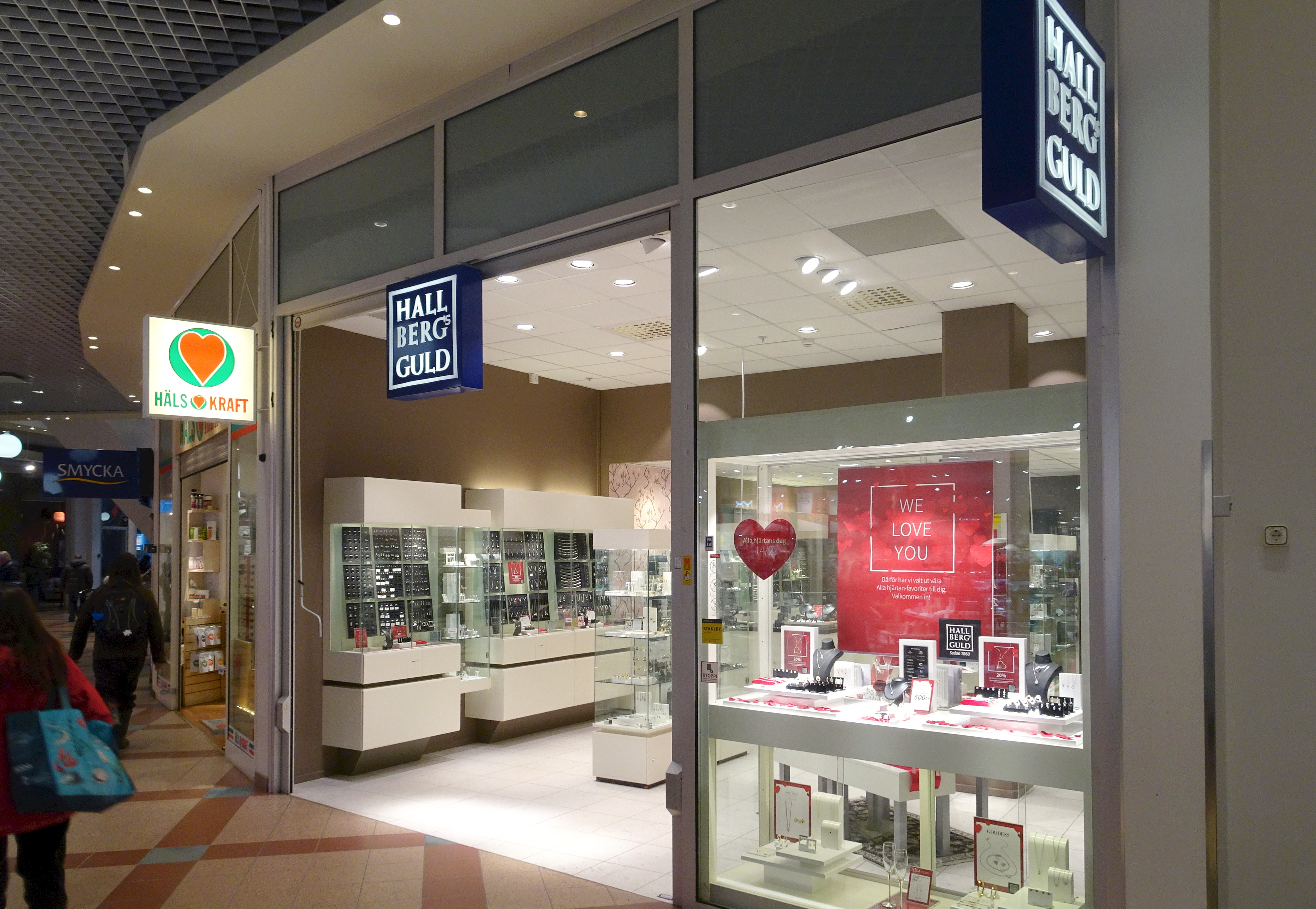
Hallbergs guld, Farsta centrum, 2018

### Etablering
Rörelsen grundades 1860 av juvelerare Carl Gustaf Hallberg med butik vid Fredsgatan 6 i Stockholm. Företaget övertogs 1874 av hovjuveleraren Jean Jahnsson som vidareutvecklade det. År 1880 avled Carl Gustaf Hallberg. 1895 flyttades huvudkontoret till Regeringsgatan 9 medan Fredsgatan behölls som filial. 

### Distribution i hela Sverige
1896 bildades ett aktiebolag under namnet C.G. Hallbergs Guldsmedsaktiebolag i syfte att förse en stor
mängd fria guldsmedsaffärer inom landet med varor en gros och även exportera.  Samma år utnämndes Hallbergs Guld till Kunglig Hovleverantör.
I slutet av 1800-talet var Hallbergs Guld Stockholms största juvelerare med ett flertal filialer runt om i Sverige. 1889 och några år framåt hade firman egen butik i Paris i Palais Royal.
År 1896 uppfördes en stor fabrik vid Bergsgatan 29-31 på Kungsholmen i Stockholm. Här tillverkades allt från högklassiga gulddiadem med diamanter till kaffeserviser i nysilver. 
Vid sidan om att man försörjde ett stort antal fria guldbutiker som grossist, byggde man upp en kedja av egna guldbutiker i landet och hade 1961 närmare 50 butiker. Det är i princip butikskedjan som består av den tidigare verksamheten.

### Fabriken på Sankt Eriksgatan 48 (1915–1961)
Kundkretsen blev med tiden allt större och fabriken visade sig för liten för att på ett tillfredsställande sätt kunna motsvara tidens krav såväl i fråga om lokaler som verktyg och maskiner, varför en ny modern fabrik med plats för 300 arbetare byggdes under åren 1913-1915 på Sankt Eriksgatan 48, på Kungsholmen i Stockholm. 
Efter fabrikens nedläggning 1961 har lokalerna inrymt bilplåtverkstad, tryckerier, kontor, fotoateljéer och kulturskolan Kulturama. Idag inrymmer lokalerna bland annat Johan Jureskogs Restaurang AG, köttrestaurang belägen på Kronobergsgatan 37 (ingången på andra sidan av fastigheten). Därav den unika industri-atmosfären i restaurangen med helkaklat och säkerhetsluckor för övervakning av personalen i guldfabriken. 
Fastighetsägaren har satt upp minnestavlor i ingångsvalvet mot Sankt Eriksgatan med bilder och beskrivningar av design och fabriksverksamheten. Man kan skåda på gårdshusets sten-inramning av valvpassagen företagets logotyp. 

### Ägarbyten
I slutet på 1920-talet lämnade Jean Jahnsson företaget efter ekonomiska svårigheter. Han sålde då sitt privatpalats van der Nootska palatset till bolaget som 1935 ansökte om rivning för att i stället låta uppföra ett femvåningshus på tomten. Planen genomfördes dock aldrig. Hallbergs hade 1930 omkring 600 anställda därav var en stor del utbildade guldsmeder.
År 1932 förvärvade Otto Decker inflyttad från Tyskland kontrollen över företaget och blev då dess verkställande direktör fram till 1952. Sönerna Heinz Decker och Kurt Decker var engagerade i formgivning och affärsverksamheten och efter försäljningen 1961 drev egna verksamheter.  Familjen äger fortfarande fastigheten på Sankt Eriksgatan. Den tidigare disponenten Erik Wedelin var verkställande direktör 1952–1961.
Företaget var under åren 1961 till 1978 i Guldsmedsaktiebolagets, GAB, ägor. Vid början av år 2018 hade företaget 36 butiker över hela Sverige. Hallbergs Guld ägdes 2017 av Iduna Group där även kedjorna Guldfynd och Albrekts Guld ingår.